# Keren Hayesod
La organización Keren Hayesod (en hebreo: קרן היסוד) llamada también United Israel Appeal, es el fondo nacional de construcción para la Tierra de Israel, el organismo central financiero del movimiento sionista mundial, y de la Agencia judía para Israel. Fue fundada por un decreto del comité ejecutivo sionista en Londres, en 1920, y se constituyó como asociación en 1921. 
Con la creación del Estado de Israel, la organización Keren Hayesod cubrió una parte de los gastos del esfuerzo de inmigración e integración, financió los asentamientos, la seguridad, la formación profesional, la gestión de los recursos hídricos, las obras públicas, la asistencia por desempleo, la construcción y la inversión en las empresas financieras principales, tales como las empresas productoras de electricidad, las plantas mineras del Mar Muerto y la empresa naviera nacional Zim integrated shipping services. 
Hasta 1948, la asociación Keren Hayesod recuperó la suma 143 millones de dólares estadounidenses, lo que permitió financiar la inmigración y la absorción de medio millón de inmigrantes, y ayudó a fundar 257 asentamientos en toda la superficie de Israel. 
Desde el nacimiento del país, Keren Hayesod cumple con sus funciones, en colaboración con el Estado de Israel, en los campos de la inmigración, la integración social y los asentamientos. Los presupuestos disponibles provienen principalmente de millonarios judíos que viven en la diáspora. Se benefician de estas ayudas 1.400.000 inmigrantes procedentes de varios países del mundo. 
Keren Hayesod también gestiona igualmente 96.000 casos de inmigración infantil, para los cuales ha creado y desarrollado 500 asentamientos agrícolas. Ha construido también 250.000 viviendas, ha fundado aldeas donde ha instalado a 250.000 inmigrantes, ha creado escuelas de aprendizaje intensivo del idioma hebreo, en las cuales estudian 100.000 inmigrantes. La organización Keren Hayesod está activa en 60 países y financia el trabajo de la Agencia judía para Israel. Al frente de la organización hay un comité ubicado en Jerusalén.